# Ilhéu de São Miguel
L'Ilhéu de São Miguel és un illot al golf de Guinea i és una de les illes més petites de São Tomé i Príncipe. L'illot està fora dels límits del Parc Natural d'Ôbo i es troba a 330 m a l'oest de l'illa de São Tomé i a l'oest del poblat de São Miguel. La seva longitud és de 260 m d'est a oest i el seu ample és de 130 m. Tot el terreny està completament boscós. Durant l'Edat de Gel, va formar part de l'illa de São Tomé fins als voltants de 4.000 a 2.000 aC. Al sud es troba un altre illot coneguda com a Ilhéu Gabado.
L'illot no està habitat pels humans. La fauna domina l'illa, la dominant són només ocells i del mar inclosos els peixos i els crustacis. L'illot és d'origen volcànic i no disposa d'un volcà separat proper a São Tomé, però en forma part.
L'illot va ser descobert pels portuguesos al gener de 1471 quan es va descobrir la propera illa de São Tomé.